# Pachyramphus surinamus
Pachyramphus surinamus е вид птица от семейство Tityridae.

## Разпространение
Видът е разпространен в Бразилия, Суринам и Френска Гвиана.